# Estil moldau

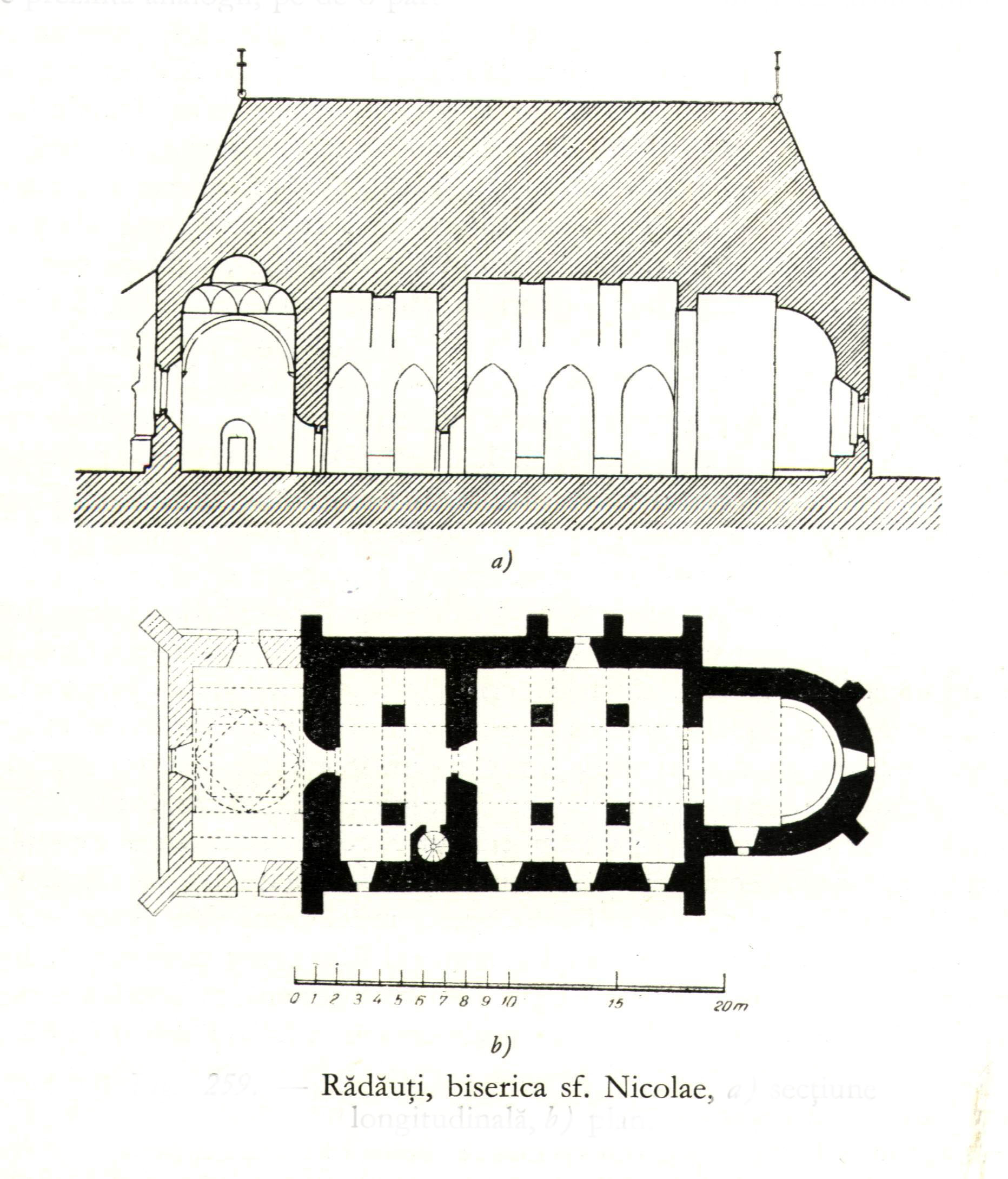
El disseny del monestir de Bogdana

L'estil moldau és un estil arquitectònic que es va desenvolupar al Principat de Moldàvia entre els segles XIV i XIX. Es va utilitzar principalment per la construcció de les esglésies. El seu període de màxima esplendor va ser durant el regnat d'Esteve III de Moldàvia (1457-1504). Els monestirs moldaus que pertanyen al patrimoni de la Humanitat són d'aquest estil.

## Galeria

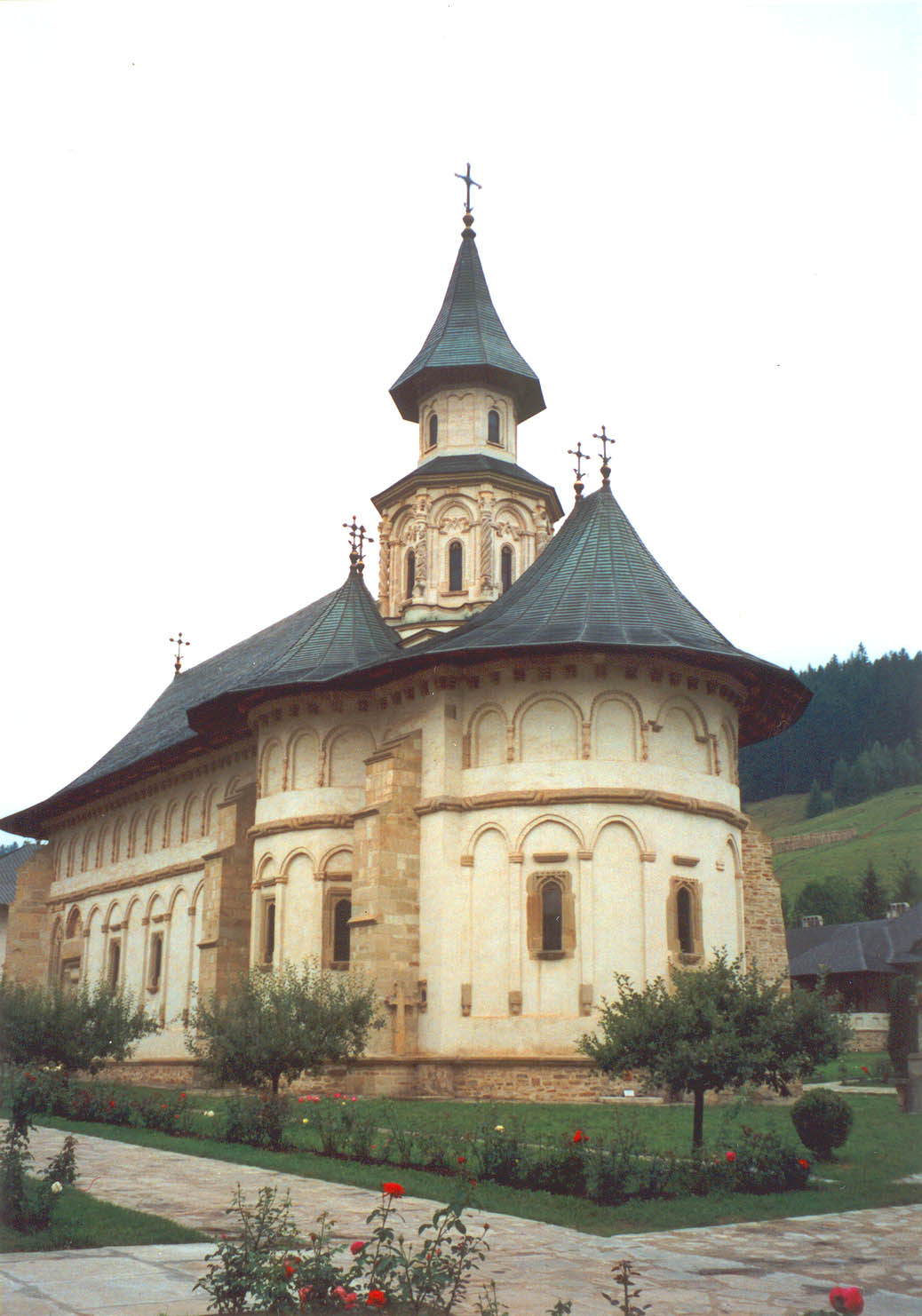
Monestir de Putna
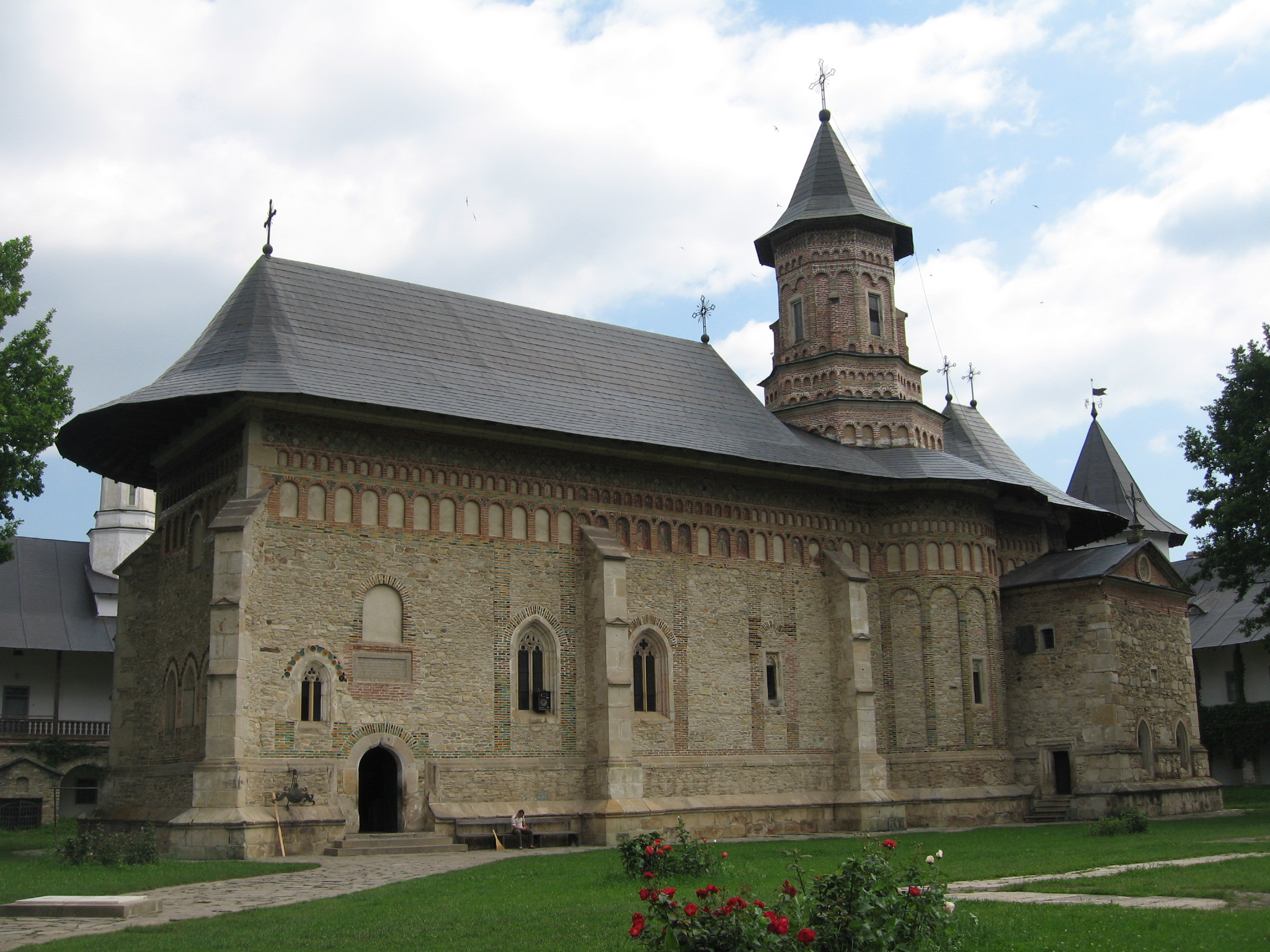
Església del monestir de Put Neamț
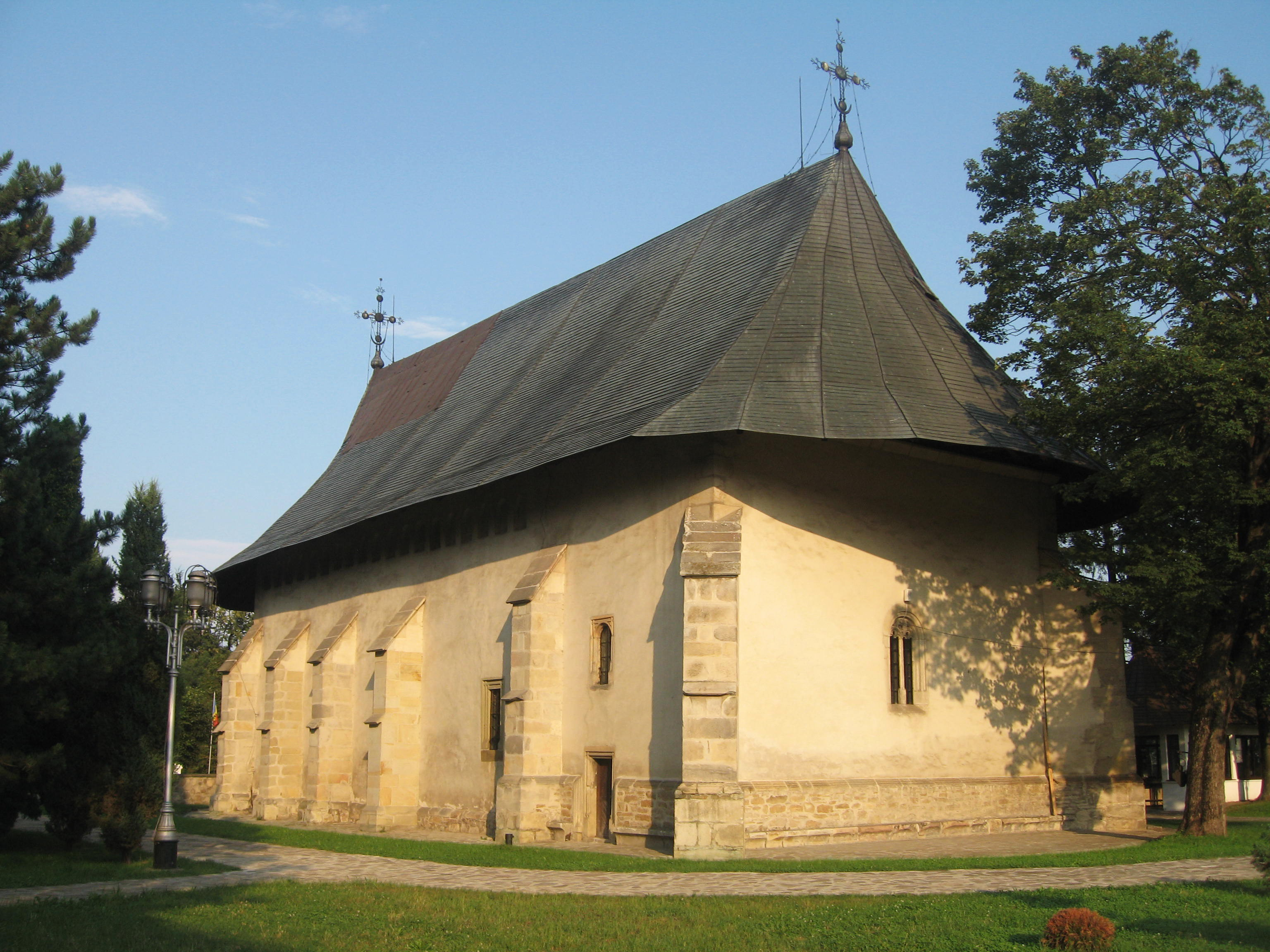
Monestir de Bogdana en Rădăuți
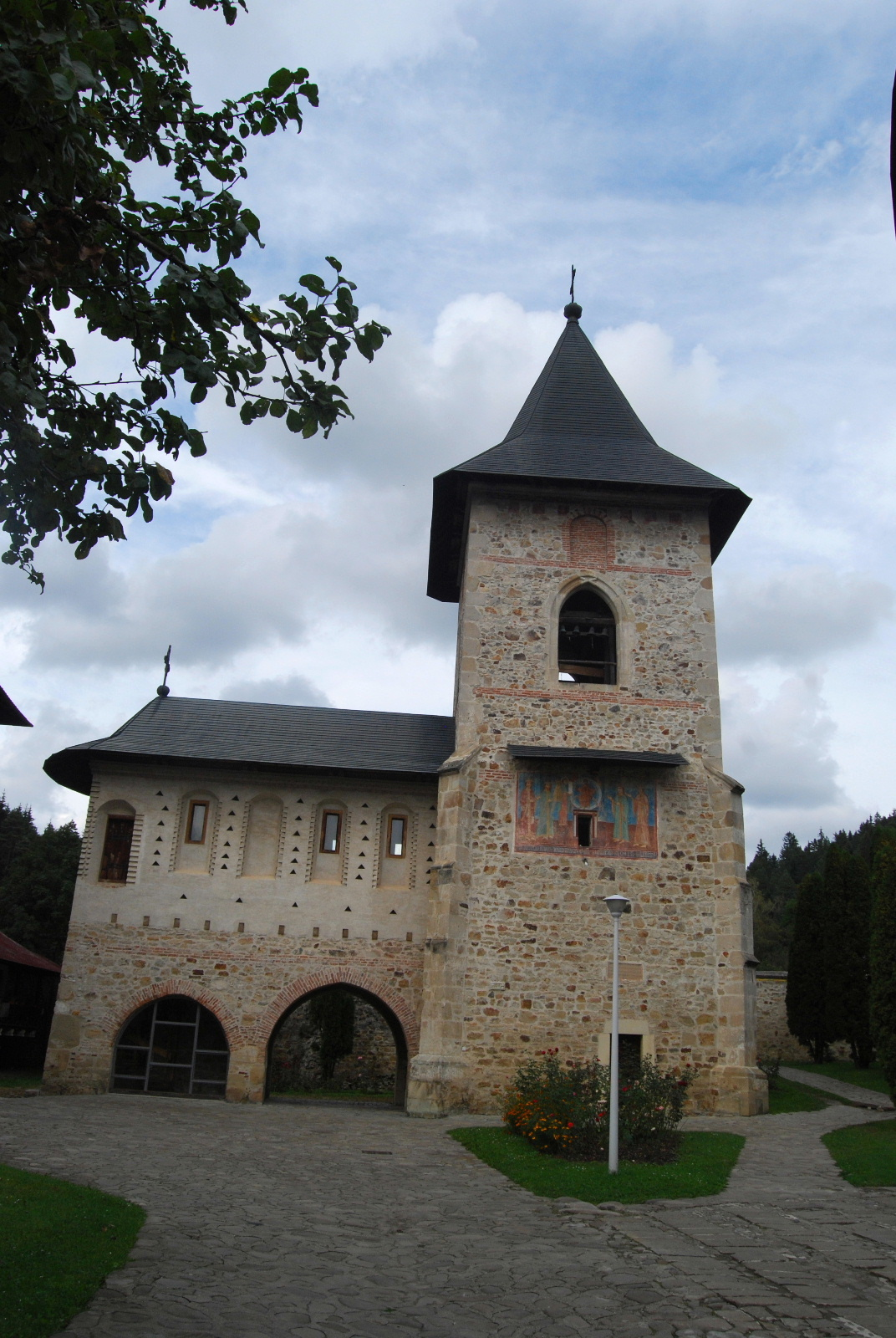
Campanar del monestir de Bistrița, Neamț
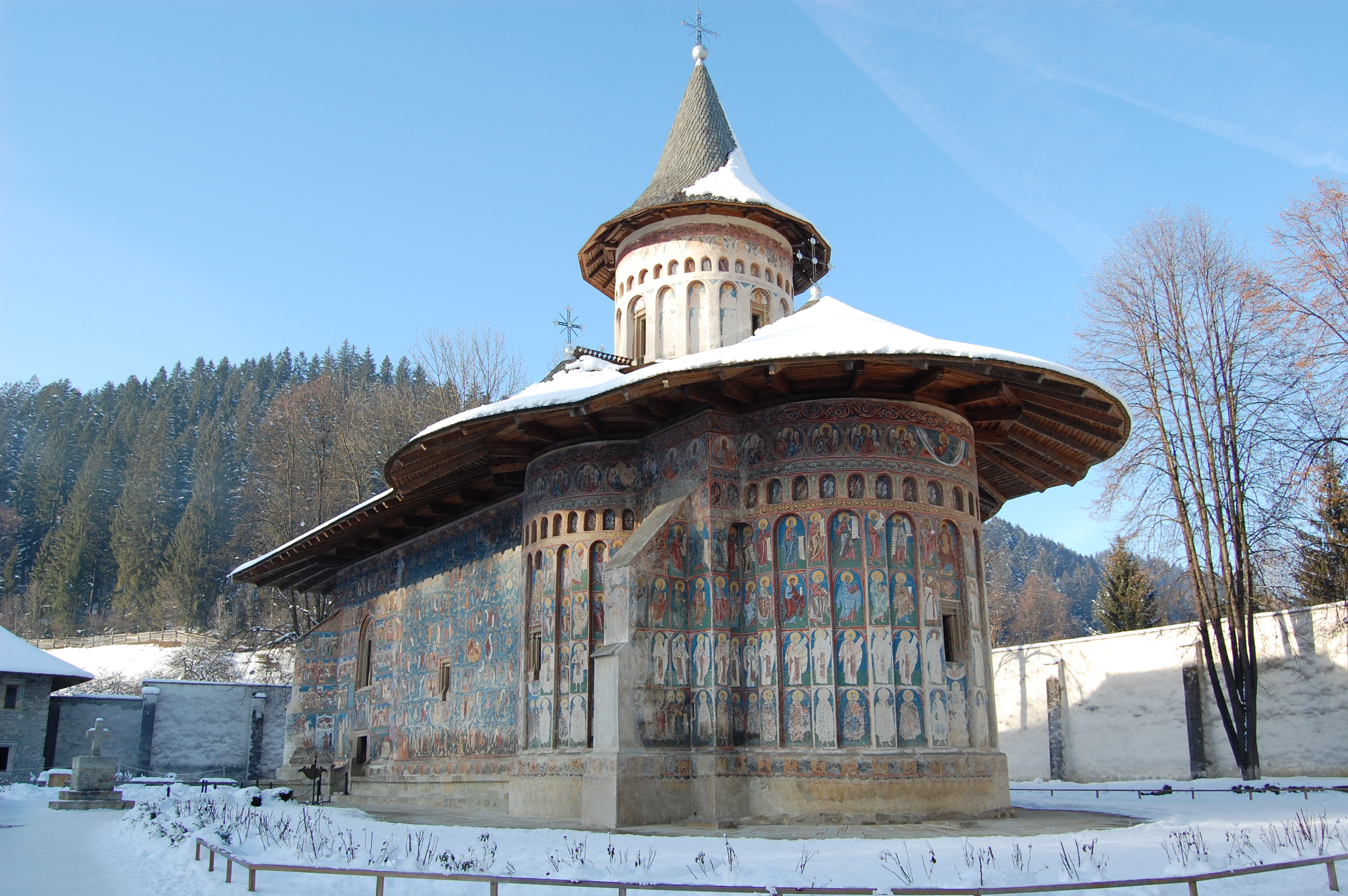
Monestir de Voroneț
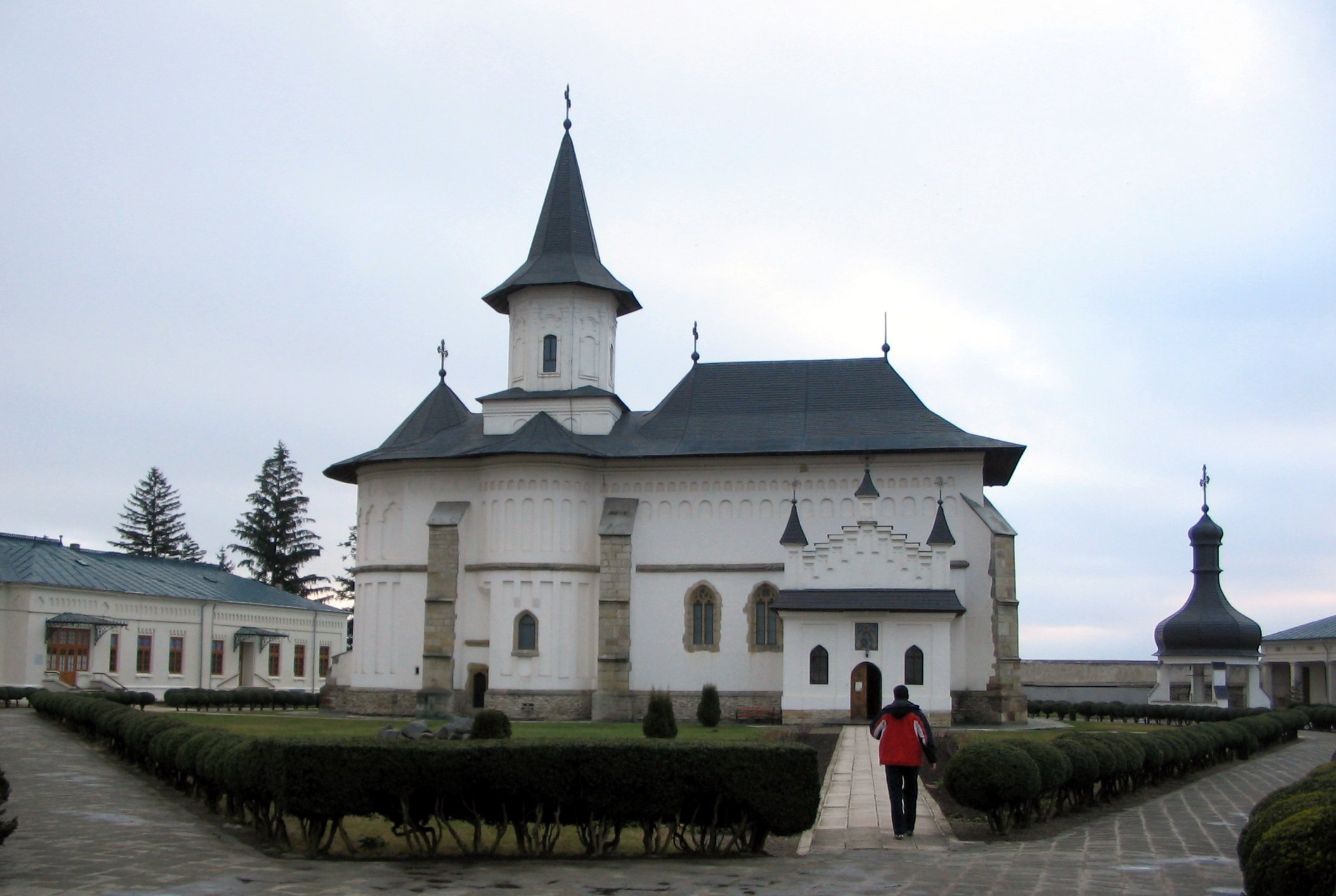
Catedral arquebisbal de Roman
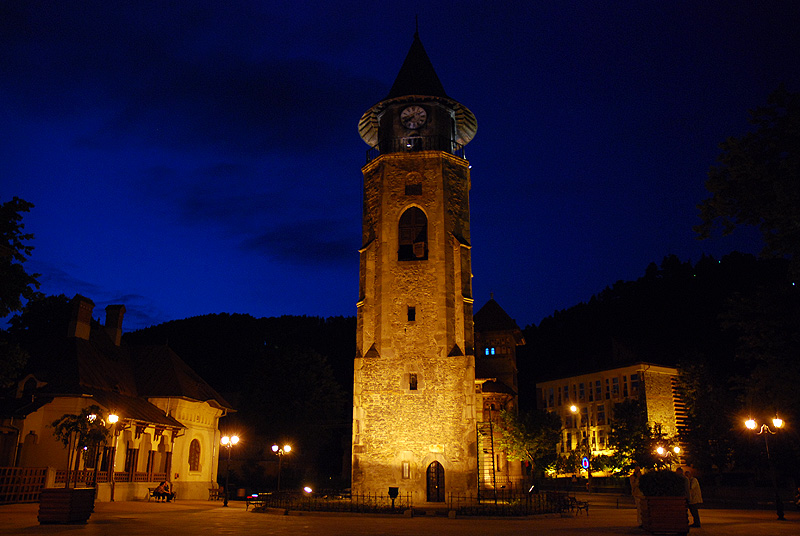
Torre d'Esteve III de Moldàvia de Piatra Neamț